# Nematopodius debilis
Nematopodius debilis là một loài tò vò trong họ Ichneumonidae.